# Järsö–Nåtö

Järsö–Nåtö är ett skärgårdsområde på Åland cirka 10 km söder om Mariehamn i Lemlands kommun, det består av byarna och öarna Järsö och Nåtö samt kringliggande mindre öar. Järsö har 201 och Nåtö 87 invånare (2015).
Järsö och Nåtö skiljs från fasta Lemland av Järsöfjärden och har ingen direkt vägförbindelse med övriga Lemland men väl med Mariehamn genom landsväg 30. Lemlands kommun köper till viss del offentlig service av Mariehamns stad för Järsö–Nåtö-borna, främst skolplatser. Mariehamns stad har visat intresse för en annektering av Järsö–Nåto.
På Järsö finns privatmuseet Andersudde. På Nåtö finns Nåtö–Jungfruskär naturreservat och Nåtö biologiska station.

## Befolkningsutveckling
| Befolkningsutvecklingen i Järsö och Nåtö 2000–2015 | Befolkningsutvecklingen i Järsö och Nåtö 2000–2015 | Befolkningsutvecklingen i Järsö och Nåtö 2000–2015 | Befolkningsutvecklingen i Järsö och Nåtö 2000–2015 | Befolkningsutvecklingen i Järsö och Nåtö 2000–2015 |
| -------------------------------------------------- | -------------------------------------------------- | -------------------------------------------------- | -------------------------------------------------- | -------------------------------------------------- |
|                                                    |                                                    |                                                    |                                                    |                                                    |
| År                                                 |                                                    |                                                    | Folkmängd                                          |                                                    |
| 2000                                               | 2000                                               |                                                    | 246                                                |                                                    |
| 2005                                               | 2005                                               |                                                    | 245                                                |                                                    |
| 2010                                               | 2010                                               |                                                    | 233                                                |                                                    |
| 2015                                               | 2015                                               |                                                    | 288                                                |                                                    |